# Virtus Rieti 1999-2000

## 1999/2000

### Risultati ottenuti
- Serie B d'Eccellenza: Stagione regolare: 2º posto. Playoff: finale.
- Coppa di Lega: sedicesimi di finale.

### Roster
|  | Italia (bandiera) | Michelangelo Pavone - |
|  | Italia (bandiera) | Gianluca Ragionieri   |
|  | Italia (bandiera) | Alessandro Bianchi +  |
|  | Italia (bandiera) | Stefano Vidili        |
|  | Italia (bandiera) | Maurizio Petroni      |
|  | Italia (bandiera) | Daniele Aniello       |
|  | Italia (bandiera) | Giuseppe Frascolla    |
|  | Italia (bandiera) | Carlo Tabili          |
|  | Italia (bandiera) | Riccardo Esposito     |
|  | Italia (bandiera) | Fabio Liberatori      |
|  | Italia (bandiera) | Pietro Bianchi        |
|  | Italia (bandiera) | Lorenzo Alberti       |